# Euryptilium saxonicum
Euryptilium saxonicum är en skalbaggsart som först beskrevs av Gillmeister 1845.  Euryptilium saxonicum ingår i släktet Euryptilium, och familjen fjädervingar. Arten är reproducerande i Sverige.